# Ричард Дойч
Ричард Дойч (на английски: Richard Doetsch) е американски бизнесмен, музикант и писател на бестселъри в жанра трилър.

## Биография и творчество
Ричард Дойч е роден в САЩ. вероятно е роден през 1961 г. Започва да пише още в гимназията. Следва в Марист колидж в Поукипси, а след това получава магистърска степен по инвестиционно управление от Нюйоркския университет.
Работи в областта на търговските и жилищни недвижими имоти, като е бил президент и управляващ директор в няколко големи национални фирми за недвижими имоти. Ръководи собствена инвестиционна компания с офиси в Ню Йорк и Кънектикът.
Занимава се и с музика – свири на китара и на пиано, и пише музика за независими филми и реклами. Любител е на екстремните спортове – парашутизъм, бънджи, ски. Пише вечер от 21.00 до 24.00 ч.
Първият му роман „Откраднатият рай“ от поредицата „Майкъл Сейнт Пиер“ е издаден през 2006 г. Главният герой е крадецът Майкъл Сейнт Пиер, който открадва от силно укрепена стая във Ватикана, северно от Сикстинската капела, съкровище състоящо се в два антични ключа – един златен, един сребърен, свързани с тайната на спасението. Но последствията за него идват незабавно и той трябва да се бори за живота си – от улиците на Рим до малка каменна църква в Израел, с враг – шокиращ, плашещ и коварен. Романът става бестселър в списъка на „Ню Йорк Таймс“ и го прави известен. Преведен е на 28 езика по света.
Ричард Дойч живее със семейството си в Армонк, щат Ню Йорк.

## Произведения

### Самостоятелни романи
- Embassy (2009)
- The 13th Hour (2009)
- Half-Past Dawn (2011)

### Серия „Майкъл Сейнт Пиер“ (Michael St. Pierre)
1. The Thieves of Heaven (2006)
Откраднатият рай, изд.: ИК „Прозорец“, София (2006), прев. Невена Кръстева
2. The Thieves of Faith (2007)
3. The Thieves of Darkness (2010)
Крадците на мрака, изд.: ИК „Бард“, София (2012), прев. Асен Георгиев
4. The Thieves of Legend (2011)